# Neolalage banksiana
Monarca-das-banks ou monarca-amarelo (Neolalage banksiana) é uma espécie de ave da família Monarchidae. É a única espécie do género Neolalage.
É endémica de Vanuatu.
Os seus habitats naturais são: florestas subtropicais ou tropicais húmidas de baixa altitude.